# Сельское поселение «Бурулятуйское»
Се́льское поселе́ние «Бурулятуйское» — муниципальное образование в Оловяннинском районе Забайкальского края Российской Федерации.
Административный центр — село Бурулятуй.

## История
Статус и границы сельского поселения установлены Законом Читинской области от 19 мая 2004 года «Об установлении границ, наименований вновь образованных муниципальных образований и наделении их статусом сельского, городского поселения в Читинской области»
Закон Забайкальского края от 25 декабря 2013 года:

## Население
| 2010 | 2011 | 2012 | 2013 | 2014 | 2015 | 2016 |
| ---- | ---- | ---- | ---- | ---- | ---- | ---- |
| 840  | ↘822 | ↘809 | ↘776 | ↘760 | ↘743 | ↘712 |
| 2017 | 2018 | 2019 | 2020 | 2021 |      |      |
| ↘684 | ↘679 | ↘661 | ↘629 | ↘528 |      |      |

## Состав сельского поселения
| № | Населённый пункт    | Тип населённого пункта       | Население |
| - | ------------------- | ---------------------------- | --------- |
| 1 | Бурулятуй           | село, административный центр | ↘459      |
| 2 | Восточный Бурулятуй | село                         |           |
| 3 | Победа              | село                         | ↘151      |